# 139 f.Kr.

## Händelser

### Efter plats

#### Rom
- Det lusitaniska kriget tar slut, då upproret rinner ut i sanden efter att Viriathus har mördats av en romersk agent.

### Efter ämne

#### Astronomi
- Hipparchos gör en mycket precis uträkning av längden på den synodiska månaden.

## Avlidna
- Viriathus, lusitanisk ledare (mördad)